# Jurques
Jurques é uma ex-comuna francesa na região administrativa da Normandia, no departamento de Calvados. Estendeu-se por uma área de 12,73 km². Em 2010 a comuna tinha 1 066 habitantes (densidade: 83,7 hab./km²).
Em 1 de janeiro de 2017 foi fundida com a comuna de Le Mesnil-Auzouf para a criação da nova comuna de Dialan sur Chaîne.